# Dictionnaire de la langue française (Littré)

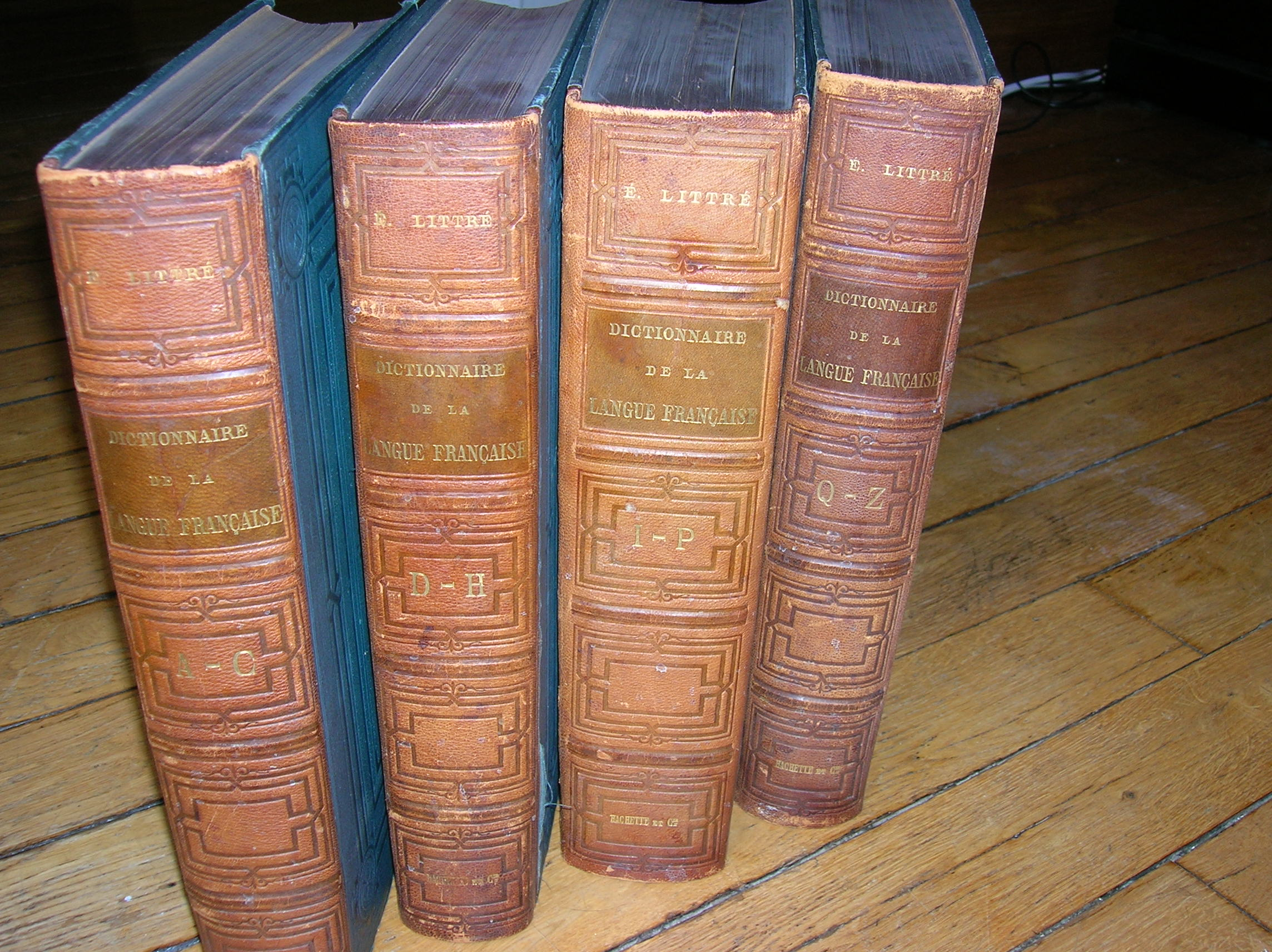
Dicţionarul Le Littré în patru volume, ediţa din 1889

Dictionnaire de la langue française, în română Dicționarul limbii franceze, mai cunoscut sub denumirea de Littré, de la numele principalului său autor Émile Littré, este un dicționar normativ de limbă franceză.

## Istoric

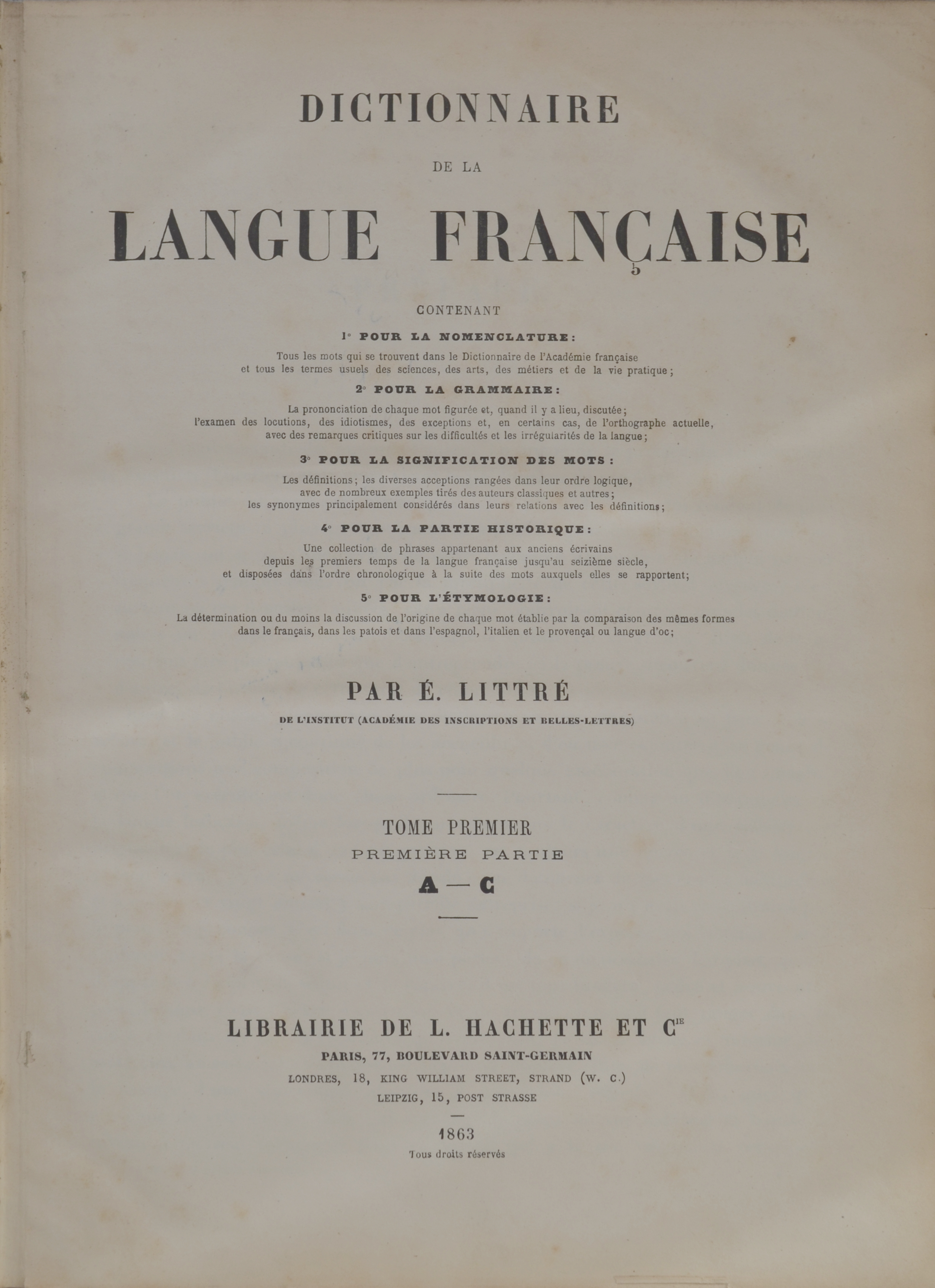
Pagina de titlu a Dicţionarului Littré (1863).

Dictionnaire de la langue française a fost publicat de Hachette între 1863 și 1872 pentru prima ediție și între 1873 și 1877 pentru ediția a doua în cinci tomuri, dintre care un supliment, urmat de un dicționar etimologic al tuturor cuvintelor de origine orientală (arabă, ebraică, persană, turcă, malaieză) de Marcel Devic.
Dicționarul oglindește starea limbii franceze clasice și folosirea corectă a limbii literare între secolele al XVII-lea și al XIX-lea.
Articolele prezintă o etimologie a fiecărui cuvânt (așa cum era cunoscută sau presupusă în epocă), diferențele semantice între mai multe sinonime, numeroase remarci gramaticale privitoare la corecta folosire a limbii, și numeroase citări literare, care sunt principala rațiune a reputației lucrării.
O versiune prescurtată, cunoscută în Franța sub numele de Le Petit Littré, iar în Canada sub cel de Littré-Beaujean, a fost publicată în 1874 de principalul colaborator al lui Littré, Amédée Beaujean.

## Versiune contemporană
O versiune adusă la zi și augmentată a versiunii prescurtate din 1874 a fost publicată începând din 2004 sub denumirea de Le Nouveau Littré și Le Nouveau Petit Littré. Totuși, versiunile contemporane ale dicționarului Littré, îndeosebi colecțiile în mai multe volume (datând din anii 1960 și după aceea), sunt foarte diferite de ediția originală, demarcându-se prin punctele următoare: simplificare semantică a mai multor articole, ceea ce se traduce prin dispariția unor remarci gramaticale, diferențe între diverse sinonime, și mai ales suprimarea pur și simplu a etimologiei cuvintelor. Pe de altă parte, dispunerea tipografică și organizarea articolelor, principala grijă fiind claritatea diverselor sensuri ale unui cuvânt (marcată prin paragrafe bine separate în ediția originală) nu mai este reprodusă în Nouveau Littré. Începând cu ediția din 2006, Nouveau Littré a integrat toate modificările ortografice ale limbii franceze introduse în 1990..